# ГЕС Shàngyóujiāng
ГЕС Shàngyóujiāng (上犹江水电站) — гідроелектростанція на сході Китаю у провінції Цзянсі. Використовує ресурс із річки Шан'ю, лівої притоки Гань (впадає до розташованого на правобережжі Янцзи найбільшого прісноводного озера країни Поянху).
В межах проекту річку перекрили бетонною гравітаційною греблею висотою 68 метрів та довжиною 153 метра. Вона утримує водосховище з об'ємом 721 млн м3 та припустимим коливанням рівня поверхні у операційному режимі між позначками 183 та 198,4 метра НРМ (під час повені рівень може зростати до 200,6 метра НРМ, а об'єм — до 822 млн м3).
Пригреблевий машинний зал обладнали чотирма турбінами потужністю по 15 МВт, які в подальшому були модернізовані до показника у 18 МВт. За рік гідроагрегати повинні забезпечувати виробництво 290 млн кВт-год електроенергії.
Станцію спорудили у другій половині 1950-х років для забезпечення потреб вольфрамової копальні у сусідній провінції Аньхой.